# Émile Isenbart
Marie Victor Émile Isenbart (* 3. März 1846 in Besançon; † 21. März 1921 ebenda) war ein französischer Maler.

## Leben
Émile Isenbart wurde als Sohn einer kleinbürgerlichen Familie in Besançon geboren, sein Vater war Möbeltischler. Er besuchte das Collège Saint-François Xavier in Besançon und interessierte sich schon früh für die Malerei. Kurze Zeit hatte er Unterricht bei Antonin Fanart (1831–1903), einem Maler in der Franche-Comté, meist lernte er aber alleine. Sein Stil ist von Gustave Courbet beeinflusst.
Ab 1872 beteiligte er sich an den Ausstellungen des Salon de Paris, später auch an den Ausstellungen der Société des Artistes Français, 1888 wurde er ihr Sekretär, er erhielt viele Auszeichnungen. 1883 wurde er in die Académie de Besançon gewählt und 1897 zum Chevalier de la Légion d’Honneur (Ritter der Ehrenlegion) ernannt. Er malte hauptsächlich Landschaftsbilder, oft mit Bergen.

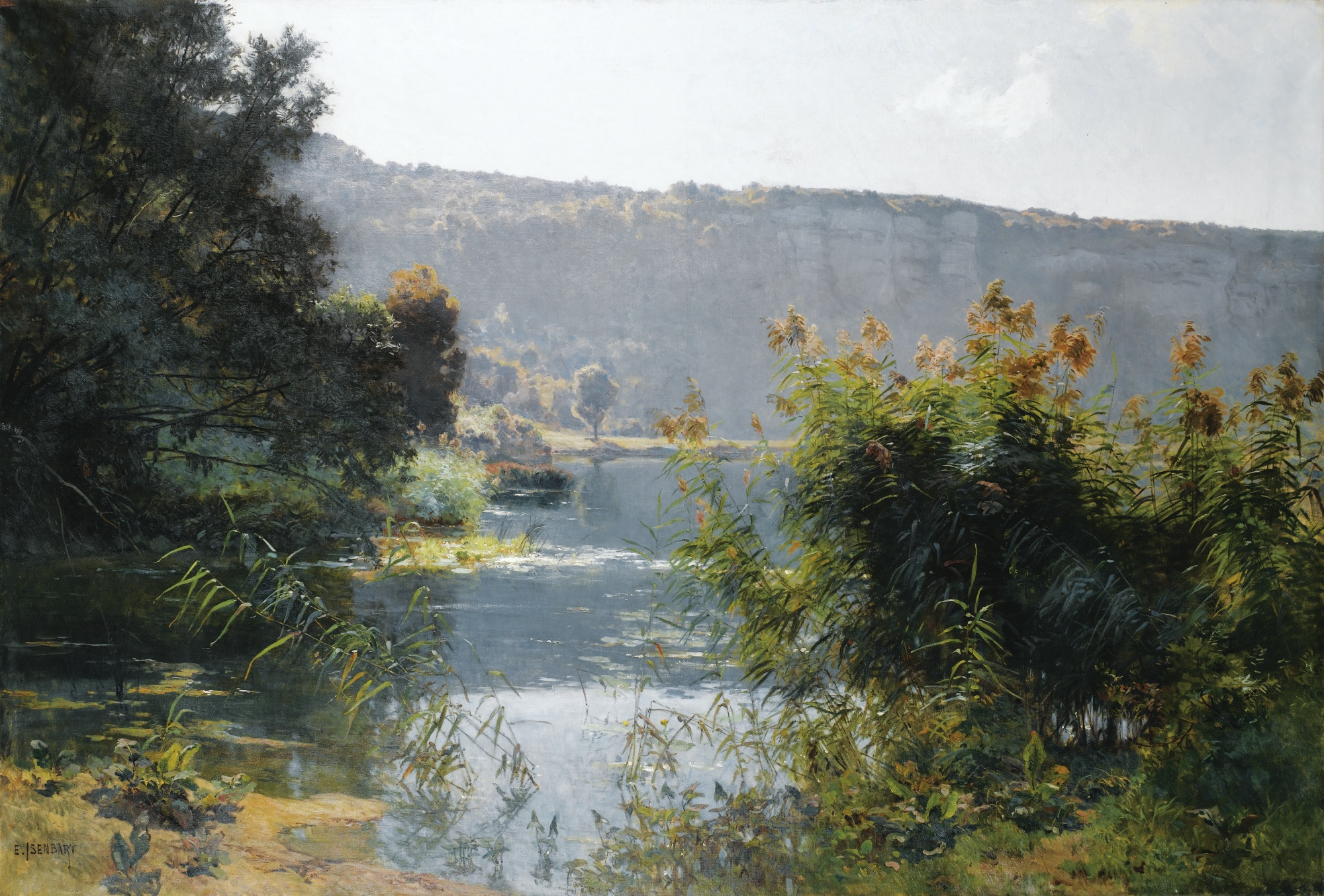
Marie-Victor-Emile Isenbart: Landschaft am Doubs

Außer seine Heimat, die Franche-Comté, malte er auch die Bretagne, die Heimat seiner Frau, sowie andere Landschaften in Frankreich. 1893 reiste er durch Nord-Afrika, wo er eine Helligkeit kennenlernte, die er in seinen Gemälden beibehielt. Er orientierte sich später am Stil der Schule von Barbizon und den Impressionisten. 
Émile Isenbart stellte in allen großen Städten Frankreichs und mehrmals in Besançon aus. Er schuf große Fresken für die Salle des Pas Perdus des Palais de Justice in Besançon. Mit dem Erfolg konnte sich Isenbart eine Villa in Besançon in der Rue de Fontenottes, mit Blick auf den Doubs und die Zitadelle, bauen, welche die Familie bis 2024 bewohnte.
Bei seinem Tod 1921 war er „einer der bekanntesten zeitgenössischen Maler Besançons“. Bilder von Isenbart wurden auch in den 2020er Jahren noch häufig gehandelt, die Auktionspreise betrugen zwischen ca. 3.000 € und 8.000 €.

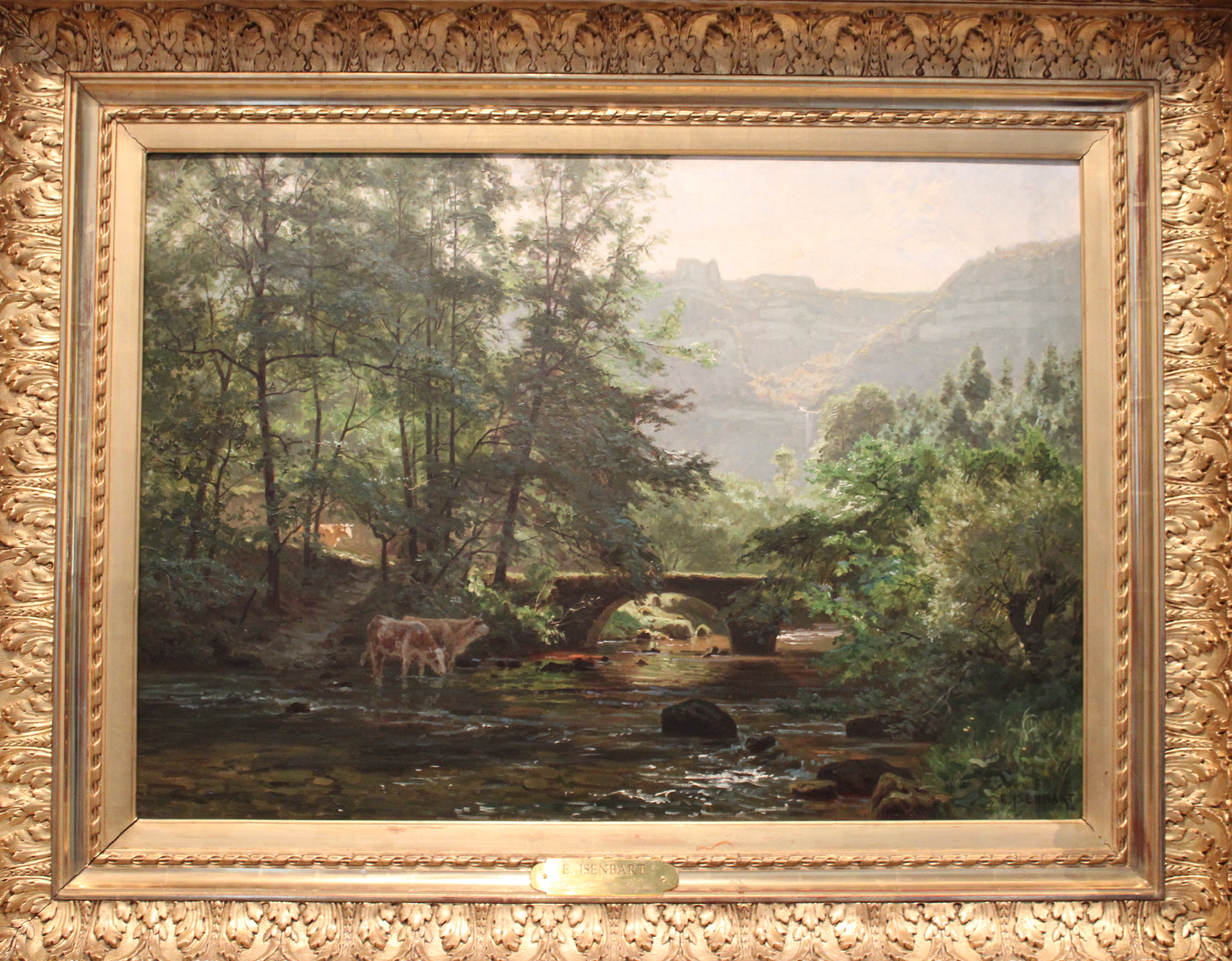
Emile Isenbart – Werk im Musée Courbet

In den folgenden öffentlichen Sammlungen sind Werke von ihm ausgestellt: Chantilly, Musée Condé; Mâconm Musée des Ursulines; Cosne-Cours-sur-Loire, Musée de la Loire; Dijon, Musée des beaux-arts de Dijon; Le Mans, Musée de Tessé; Rouen, Musée des beaux-arts de Rouen; Troyes, Musée des beaux-arts de Troyes; Rennes, Musée des beaux-arts de Rennes; Le Havre, Musée d’art moderne André-Malraux; Paris, Musée du Louvre; Dole, Musée des beaux-arts de Dole; Besançon, Musée des Beaux-Arts et d’Archéologie de Besançon.

## Ehrungen
In seiner Heimatstadt Besançon wurde 1926 eine Straße nach Isenbart benannt.